# Dominique Hisis
Dominique Athina Hisis Prades futbolista chilena. Juega de defensa en el club Colo-Colo. Es hija del futbolista Alejandro Hisis.

## Clubes
| Club      | País  | Año  |
| --------- | ----- | ---- |
| Colo-Colo | Chile | 2008 |

- Datos: Q5813044